# PBT
PBT fue una revista argentina dedicada al humor gráfico de corte político fundada por el periodista, humorista y poeta español Eustaquio Pellicer cuyo primer número apareció el 24 de septiembre de 1904.

## Historia

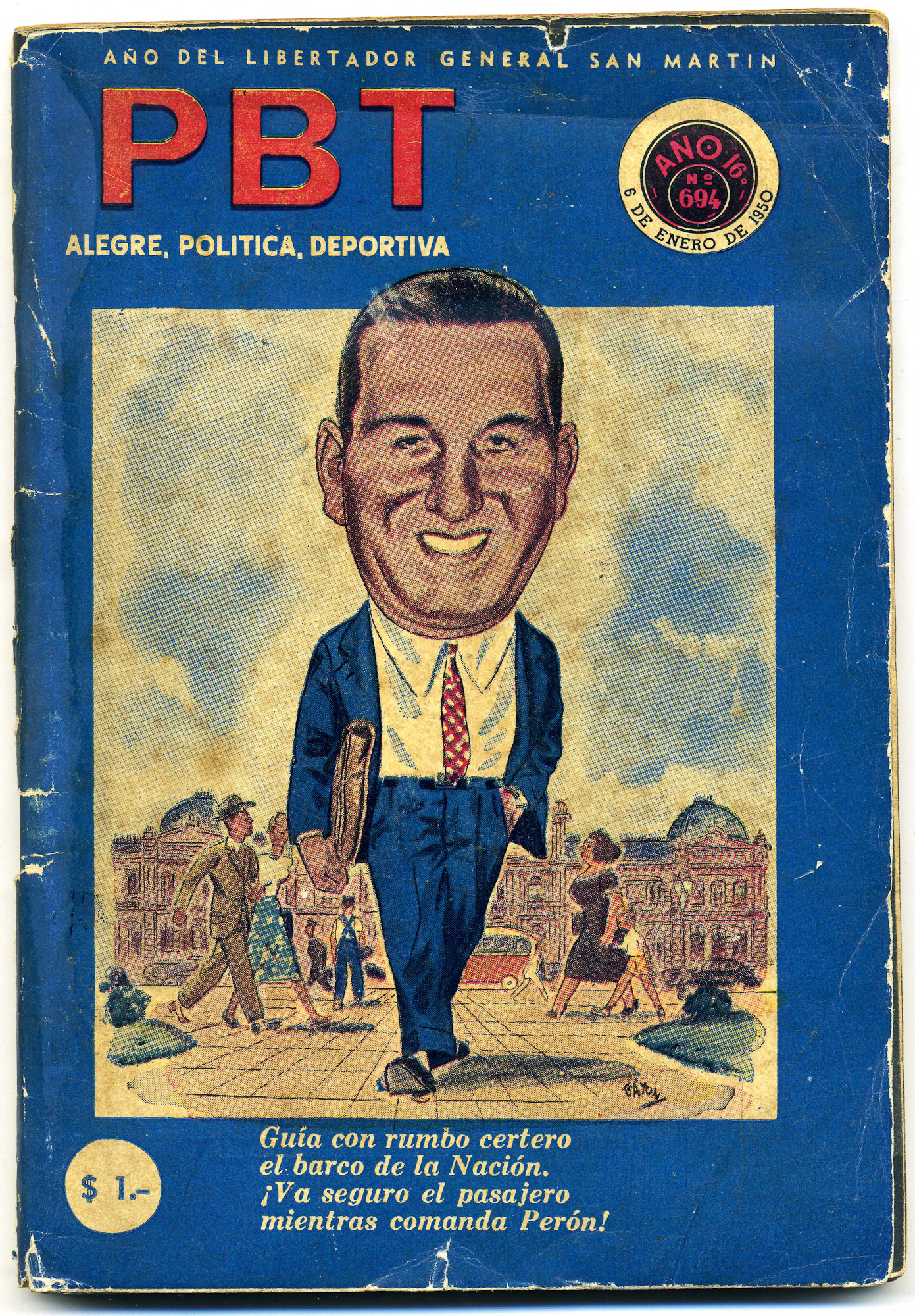
Revista PBT de 1950, con caricatura de Juan Domingo Perón.

### Primera época
Eustaquio Pellicer había fundado Caras y Caretas en 1898, semanario que había obtenido gran popularidad entre el pueblo porteño. Sin embargo, en 1904, y por diferencias con el por entonces director de la revista Fray Mocho en cuanto al carácter de la misma, decide fundar una nueva publicación conforme a sus ideas. Esta nueva revista se llamó PBT. La impresión estuvo a cargo de la Compañía Sudamericana de Billetes de Banco. El nombre de la nueva revista proviene de la palabra pebete, vocablo popular de uso en España en ese tiempo para referirse a los niños, acorde a la imagen juvenil, inquieta y traviesa que Pellicer pretendía de ella.
La revista se dedicó en su primera etapa a la sátira política y a cuestiones de interés general. Pellicer se retiró en 1910, manteniendo contacto fluido con su publicación. El número 693, del 6 de marzo de 1918, fue el último de la primera era de la PBT.

### Segunda época
La revista PBT resurgió en enero de 1950, con el lema "Alegre, política y deportiva", retomando su numeración con el ejemplar 694, aunque estaba en otras manos. Fue publicada por la Editorial ALEA, a cargo de Carlos Aloé, y se dedicó a apoyar enfáticamente al presidente Juan Domingo Perón, dedicándole una sección fija a sus actividades en cada semana, y otras a planes del gobierno.
Con el golpe de Estado de septiembre de 1955 autodenominado Revolución Libertadora, la publicación, al igual que todas las realizadas por ALEA, desapareció.

## Colaboradores
- José María Cao
- Manuel Mayol

|  |